# Communauté de communes de Londinières
Die Communauté de communes de Londinières ist ein französischer Gemeindeverband mit der Rechtsform einer Communauté de communes im Département Seine-Maritime in der Region Normandie. Sie wurde am 11. Dezember 2000 gegründet und umfasst 16 Gemeinden. Der Verwaltungssitz befindet sich im Ort Sainte-Agathe-d’Aliermont.

## Mitgliedsgemeinden
| Gemeinde                              | Einwohner 1. Januar 2022 | Fläche km² | Dichte Einw./km² | Code INSEE | Postleitzahl |
| ------------------------------------- | ------------------------ | ---------- | ---------------- | ---------- | ------------ |
| Bailleul-Neuville                     | 221                      | 13,14      | 17               | 76052      | 76660        |
| Baillolet                             | 116                      | 8,74       | 13               | 76053      | 76660        |
| Bures-en-Bray                         | 315                      | 10,99      | 29               | 76148      | 76660        |
| Clais                                 | 263                      | 12,45      | 21               | 76175      | 76660        |
| Croixdalle                            | 337                      | 11,00      | 31               | 76202      | 76660        |
| Fréauville                            | 144                      | 5,41       | 27               | 76280      | 76660        |
| Fresnoy-Folny                         | 689                      | 13,12      | 53               | 76286      | 76660        |
| Grandcourt                            | 295                      | 22,44      | 13               | 76320      | 76660        |
| Londinières                           | 1.233                    | 18,79      | 66               | 76392      | 76660        |
| Osmoy-Saint-Valery                    | 313                      | 16,21      | 19               | 76487      | 76660        |
| Preuseville                           | 167                      | 9,05       | 18               | 76511      | 76660        |
| Puisenval                             | 31                       | 4,88       | 6                | 76512      | 76660        |
| Saint-Pierre-des-Jonquières           | 76                       | 8,31       | 9                | 76635      | 76660        |
| Sainte-Agathe-d’Aliermont             | 298                      | 7,97       | 37               | 76553      | 76660        |
| Smermesnil                            | 364                      | 12,81      | 28               | 76677      | 76660        |
| Wanchy-Capval                         | 330                      | 19,31      | 17               | 76749      | 76660        |
| Communauté de communes de Londinières | 5.192                    | 194,62     | 27               | –          | –            |